# 準拠枠
準拠枠（じゅんきょわく、英: Frame of reference）は、対象を認識する際に使われる判断の枠組みのこと。主に心理学や社会学で使われる用語である。
トルコ出身のアメリカの社会心理学者・シェリフ (en) が提唱した。